# Wang Yan (ciclista)
Wang Yan (en chino: 王 豔; 24 de agosto de 1974) es una deportista china que compitió en ciclismo en la modalidad de pista. Ganó una medalla de bronce en el Campeonato Mundial de Ciclismo en Pista de 2000, en la prueba de 500 m contrarreloj.
Participó en tres Juegos Olímpicos de Verano, entre los años 1992 y 2000, ocupando el cuarto lugar en Sídney 2000, en los 500 m contrarreloj, y el séptimo lugar en Atlanta 1996, en velocidad individual.

## Medallero internacional
| Campeonato Mundial | Campeonato Mundial       | Campeonato Mundial | Campeonato Mundial |
| Año                | Lugar                    | Medalla            | Competición        |
| ------------------ | ------------------------ | ------------------ | ------------------ |
| 2000               | Mánchester (Reino Unido) | Medalla de bronce  | 500 m contrarreloj |